# Dirty Dancing: Havana Nights
Dirty Dancing: Havana Nights är en film från 2004 som utspelar sig under kubanska revolutionen.

## Handling
Katey flyttar tillsammans med sin familj till Kuba under revolutionen. Hon träffar på sitt hotell den attraktive Javier som tillsammans med sin bror försöker få Kuba att bli ett fritt land. Trots allas invändningar till att Katey, den rika flickan, umgås med, "diskplockaren", Javier, bestämmer hon sig för att hjälpa honom för hon ser mer än en fattig pojke. Tillsammans framställer de en dans som de ställer upp med i en tävling. Deras tid tillsammans får dem båda att glömma bort allt som har med revolutionen att göra men under finalen blir de återigen påminda av vad som pågår på Kuba.
Filmen handlar i största allmänhet om en amerikansk tjej som finner kärleken genom dansen och trots allas invändningar följer sitt hjärta.